# Dudul Dorje
Karmapa
Changchub Dorje Thekchok Dorje
Düdül Dorje (15-22 septembre 1733, Champa Drongsar, Tibet-24 septembre 1797, monastère de Benchen, Kham) fut le 13e Karmapa.

## Biographie
Düdül Dorje est né la 2e semaine du 8e mois de l'année de la vache d'eau (15-22 septembre 1733) à Champa Drongsar dans une région au sud du Tibet. Il aurait eu une vision de Mahakala et aurait pu décrire des épisodes de ses vies précédentes. À l’âge de 4 ans, il fut reconnu comme réincarnation du Karmapa et intronisé par Gyaltsab Rinpoché au monastère de Tsourphou, le siège des Karmapa au Tibet central.
À l'âge de 8 ans, il rencontra le 8e Taï Sitou Rinpoché, Chöji Jungnay, qui avait connu le 12e Karmapa. À 12 ans, il avait reçu la transmission des enseignements Kagyu par le 8e Taï Sitou Rinpoché et le 7e Gyalwang Drukpa, Kargyü Trinle Shingta. Katok Tsewang Norbu, un lama Nyingmapa du monastère de Kathok qui avait connu le 12e Karmapa, lui transmit également les enseignements Nyingma.
Le 13e Karmapa ainsi que le 8e Taï Sitou Rinpoché aurait reconnu le plus jeune frère du 6e Panchen Lama comme étant la réincarnation de Shamar Rinpoché.
Le 13e Karmapa aurait eu la capacité de communiquer avec des animaux.
À l’époque de la vie du 13e Karmapa, le temple de Jokhang, où se trouvait alors la célèbre statue du Jowo, fut menacé par une inondation. Une prophétie attribuée à Padmasambhava mentionnant un risque d’inondation du temple de Jokhang dû à l’esprit serpent d’un Nâga était connue des autorités de Lhassa. Dans ce contexte, les autorités tibétaines demandèrent l’intervention du Karmapa. N’ayant pu se déplacer, le Karmapa aurait écrit une lettre au Nâga invoquant la compassion d'Avalokiteshvara. À son arrivée à Lhassa, le 13e Karmapa aurait offert une khata au Jowo, et les bras de la statue auraient changé de position pour l'accepter, et sont demeurés ainsi depuis.
Il aurait aussi consacré un monastère à distance en lançant des grains de bénédiction en l'air à Tsourphou, grains que l’on aurait vu tomber du ciel près du monastère consacré situé à des centaines de kilomètres.
Düdül Dorje identifia le 9e Taï Sitou Rinpoché, Pema Nyingche Wangpo qui devint un de ses disciples et le détenteurs suivant de la lignée du Rosaire d'Or.
Le 13e Karmapa donna la lettre de prédiction à son disciple Sitou Rinpoché et mourut le 4e jour du 8e mois de l'année de serpent de feu (24 septembre 1797) à l’âge de 64 ans alors qu'il séjournait au monastère de Benchen .